# Проращивание

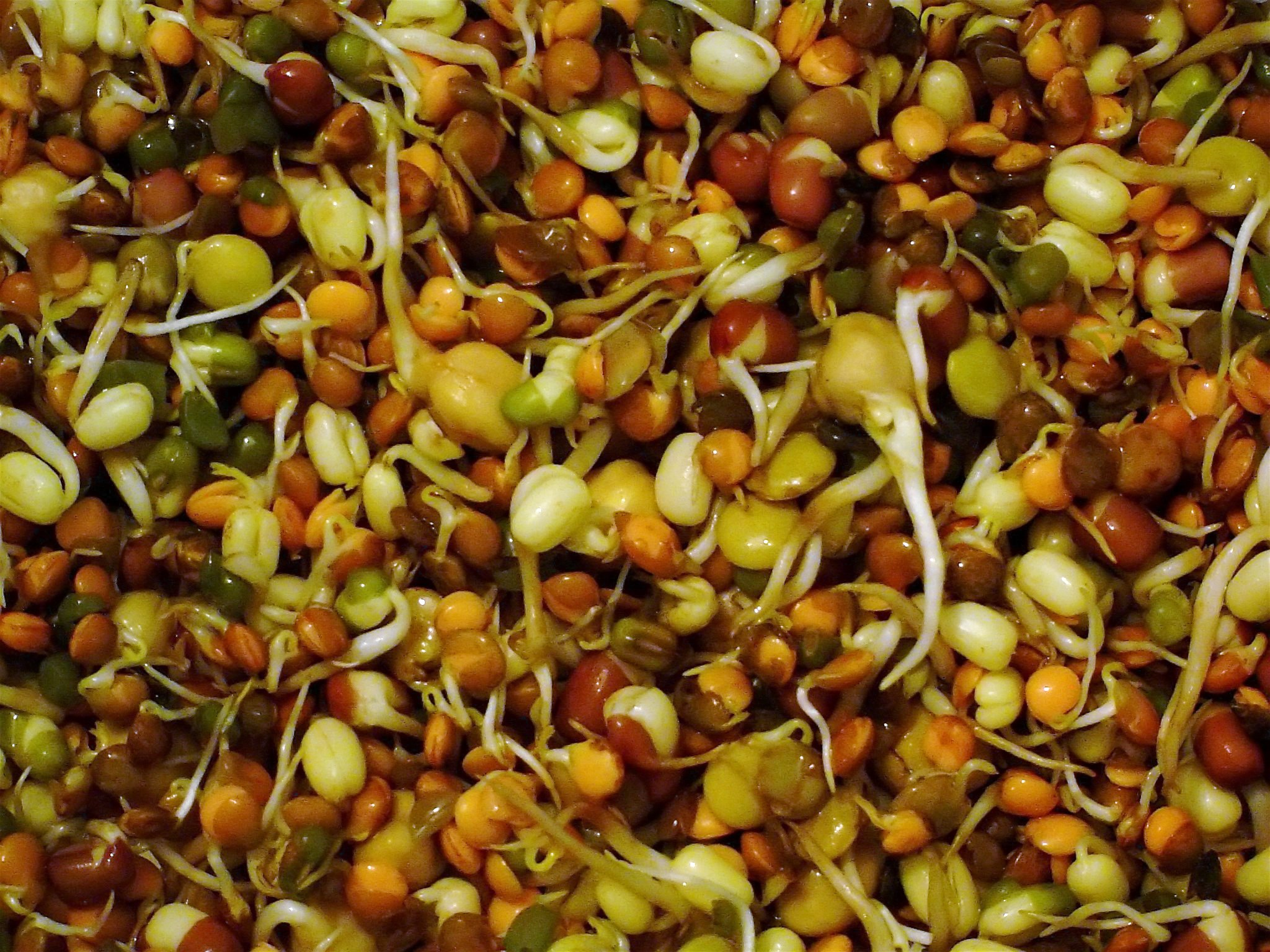
Ростки разных видов бобовых

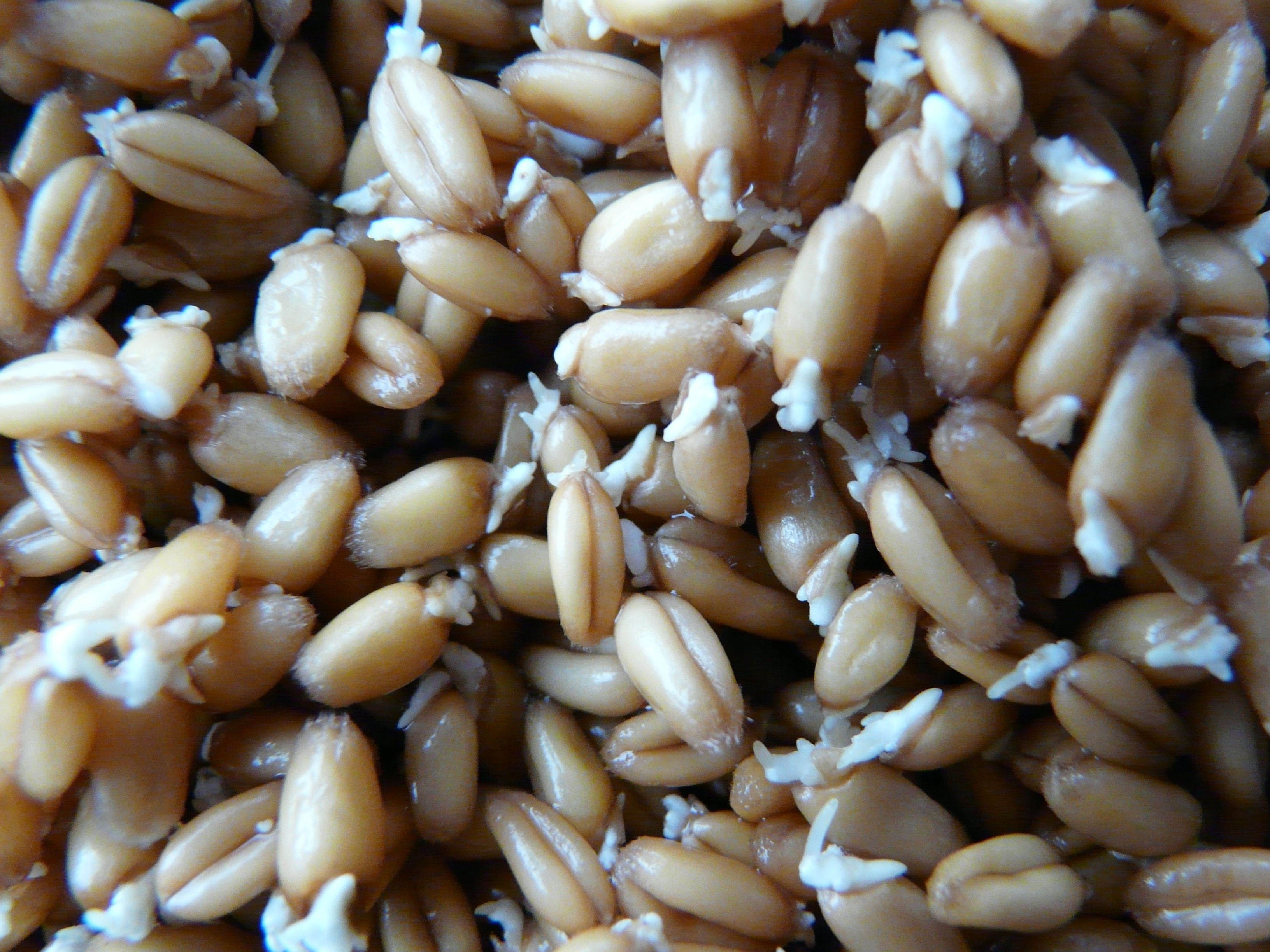
Ростки пшеницы

Прора́щивание — процесс, начинающийся с замачивания семян, сливания воды, и затем состоящий из регулярного промывания семян, пока они не прорастут (то есть, у них должны появиться ростки).
Целью проращивания семян может быть:
- получение проростков (ростков) некоторых видов растений, которые могут употребляться в качестве овощей в пищу как человеком, так и животными и обладают высокой пищевой ценностью. Они активно используются, в частности, в восточноазиатской кухне (особенно китайской, в которой выращиваются на протяжении около 3000 лет[1]) и приверженцами сыроедения.
- приготовление солода (например, для производства пива и спиртных напитков)
- последующая посадка в землю с целью выращивания растения

## Семена для проращивания

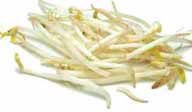
Ростки бобов мунг

Для проращивания могут использоваться семена (семечки, бобы, зёрна, орехи) различных культур. Одной из самых распространённых культур для проращивания являются бобы мунг (Vigna radiata, они же маш), чьи ростки в восточноазиатской кухне могут назваться просто ростками или соевыми ростками.
Среди других культур, используемых для проращивания: кунжут, соевые бобы, пшеница, подсолнечник, люцерна, миндаль, амарант, ячмень, гречиха, нут, кресс, пажитник, лён, горох, тыква, кинва, рожь.
Однако, ростки некоторых культур, употребляемых в пищу, могут быть ядовитыми, например обыкновенной красной фасоли (kidney beans). Некоторые ростки теряют токсичность при термообработке, другие же остаются ядовитыми и не пригодны для питания.

## Процесс проращивания

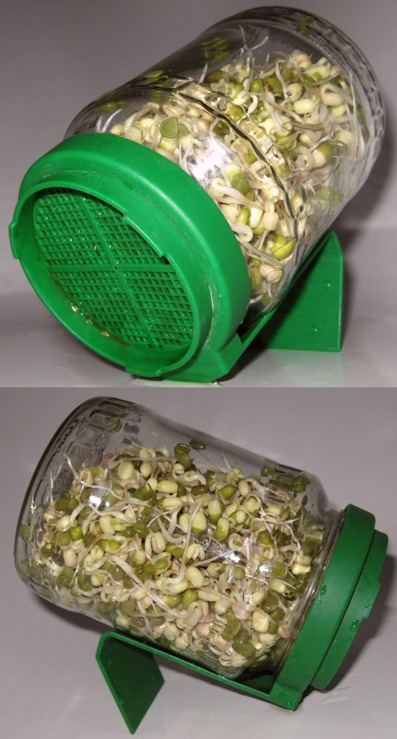
Проращивание бобов мунг в домашних условиях (в специальной банке с крышкой-решетом)

Для проращивания необходимы влага, тепло, и, как правило, свет (но не прямой). Некоторые семена (например, бобы мунг) можно проращивать и в темноте. Весь процесс занимает от одного до нескольких дней, и время проращивания очень зависит от культуры, семена которой используются, а иногда также и от желаемой степени прорастания (чем больше проходит времени, тем крупнее становятся ростки).
Сперва семена замачиваются при комнатной температуре на несколько часов. Затем они помещаются в сосуд. Обычно используется стеклянная банка с отверстиями в крышке (крышка-«решето»). В этом сосуде их регулярно промывают водой как минимум два раза в день, после чего вся вода без остатка должна стечь, иначе «плавающее» в воде семя может быстро испортиться. Если используется сосуд с решётчатой крышкой, то для сливания воды он просто переворачивается, наклоняется под углом около 45 градусов, и оставляется в такой позиции на несколько минут. Таким образом, в сосуде с семенами регулярно поддерживается уровень влажности, необходимый для проращивания. При жарком климате следует промывать семена чаще (три-пять раз в день), чтобы избежать высыхания.
В течение двух-трёх дней должны появиться ростки, и ещё через два-три дня они вырастают до длины около 5-7 см, и уже пригодны для употребления в пищу. Если проращивать семена дольше, то из ростков вырастут зелёные растения и появятся листья, что для некоторых культур (например, для кресс-салата) и является целью проращивания (см. микрозелень).
Готовые ростки хранятся в холодильнике в герметичном пищевом контейнере несколько дней.

## Пищевая ценность

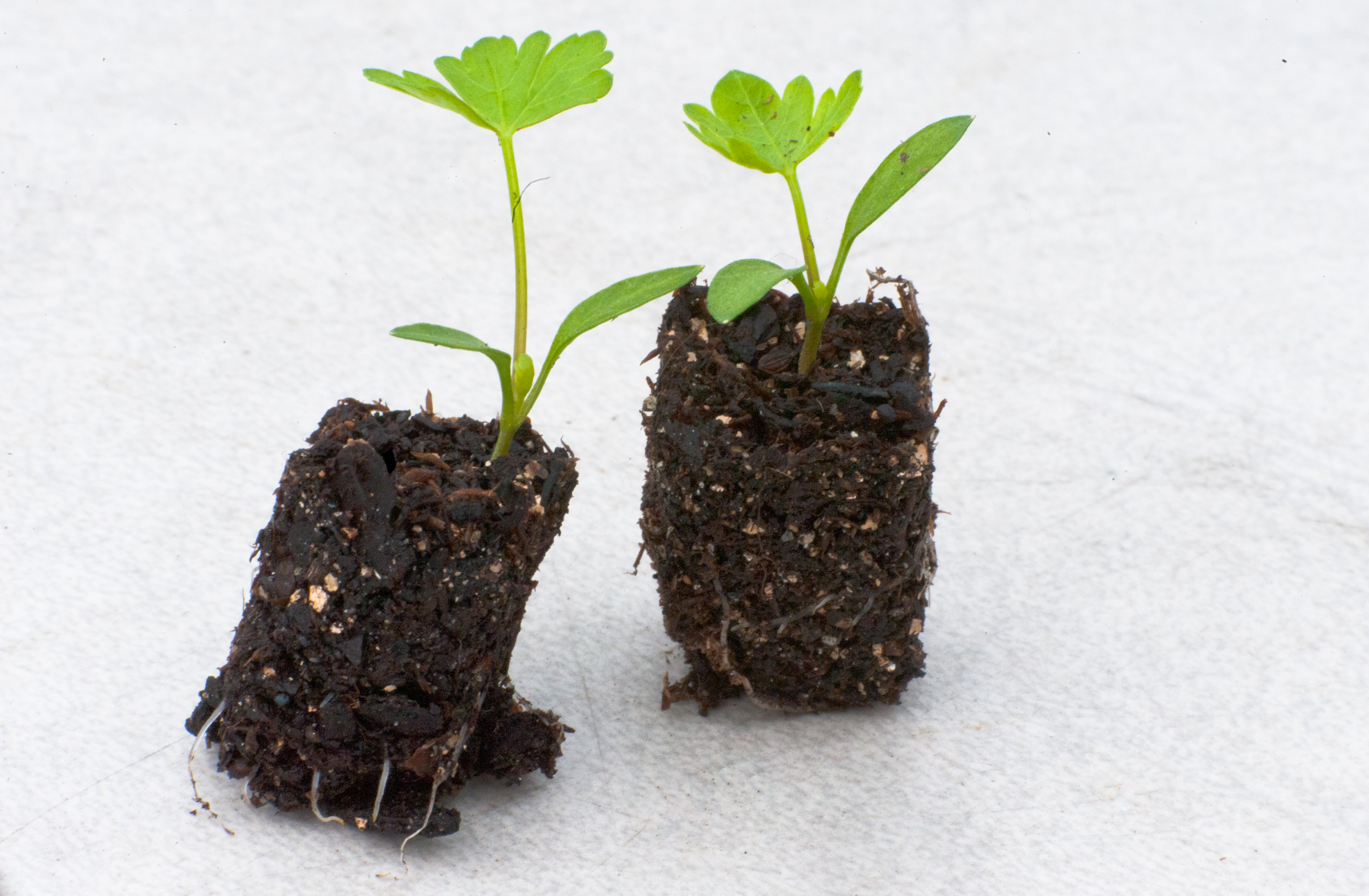
Рассада

Ростки, употребляемые в пищу, богаты витаминами, минералами, железом, фолиевой кислотой и белком. Причём при проращивании часто запасённые в семени вещества переходят в более доступную форму (см. солод) и содержание биологически значимых веществ увеличивается.
В пищу могут быть использованы проростки следующих культур:
- гречиха,
- тыква,
- подсолнечник,
- кунжут,
- лён,
- злаки: пшеница, рожь,
- зернобобовые культуры: чечевица, горох, нут, фасоль, соя.